# M. Shadows
M. Shadows (Matthew Charles Sanders), (31 de juliol de 1981), és el vocalista principal del grup de rock americà Avenged Sevenfold. Va néixer a Huntington Beach, Califòrnia però actualment viu a Comtat d'Orange amb la seva dona Valary DiBenedetto.

## Biografia
Matt va anar a una escola catòlica amb Jimmy Owen Sullivan (més tard anomenat The Rev), qui va ser el bateria d'Avenged Sevenfold.
En el DVD de A7X All Excess cadascun dels membres parlen de com van escollir els seus àlies. M. Shadows diu que ell té el seu perquè quan era a l'institut era el nen més fosc però també va voler incorporar el seu nom, Matt. El nom de Matt va ser reduït a M., ja que no li agradava el so, i ja era conegut com a M. Shadows.
Shadows ha hagut de passar per una cirurgia de menor importància per a reparar una tensió vocal; tot i això, ha dit en nombroses ocasions que la cirurgia no era responsable del canvi d'estil musical de la banda. Algunes de les seves influències musicals més importants són Guns N' Roses, Iron Maiden, Metallica, Megadeth i Pantera. Phil Anselmo (Pantera) és la seva inspiració. M. Shadows va començar la seva carrera musical com a membre d'una banda de punk, anomenada 'Successful Failure'.
Shadows dona suport a les tropes militars que serveixen als Estats Units, ja que amics molt propers estan actualment en servei militar. De fet, la cançó "M.I.A." ("Missing in Action") va ser escrita en honor d'aquests amics. Shadows afirma, de totes maneres, que Avenged Sevenfold no és una banda política i que s'hi volen convertir.
Sol jugar a bàsquet, és al·lèrgic a l'herba i li agraden els videojocs, els seus preferits són The Legend Of Zelda: Ocarina of Time, Mario Kart i Halo. Les seves pel·lícules preferides són Shawshank Redemption, Natural Born Killers, Fear i Loathing.
Té gairebé tot el cos tatuat, però destaca el Death Bat que té tatuat al pit. També té un piercing al llavi.
Està casat amb Valary DiBenedetto, germana bessona de Michelle DiBenedetto esposa de Synyster Gates, guitarrista líder d'Avenged Sevenfold, des de l'octubre del 2009; es coneixen des de fa més de 12 anys. Valary ha estat de gran importància per a la banda, ja que en els seus inicis ella els prestava diners dels seus pares per tal que poguessin fer mercat i demos, també pasava hores al sol provant de convèncer joves que anessin a veure a la banda, i ha participat amb veu en el primer i en l'últim disc de la banda.
L'any 2009, M. Shadows va participar juntament amb altes estrelles en la gravació de Slash, el primer àlbum en solitari del seu amic Slash que va sortir a la venda el març de 2010. Shadows interpreta la cançó "Nothing To Say".
També va participar en la cançó Turn Out The Lights de la banda de Glam Rock Steel Panther, cantant en uns versos de la cançó.